# Винтон, Фредерик Портер

«River View, Spring», около 1880 года

Фредерик Портер Винтон (англ. Frederic Porter Vinton; 1846—1911) — американский художник-портретист. Член Бостонской школы живописи.

## Биография
Родился 29 января 1846 года в городе Бангор, штат Мэн.
Переехал в Чикаго с родителями, когда ему было десять лет. В 1861 году переехал в Бостон. Здесь в течение почти двадцати лет работал бухгалтером, одновременно изучал искусство под руководством Уильяма Риммера в бостонском институте Lowell Institute. После обучения в институте, стал заниматься живописью, открыл в 1878 году портретную студию в Бостоне. Затем путешествовал по Европе, посетив Нидерланды, Францию и Германию. После возвращения в США женился 27 июня 1883 года на Энни Пирс (англ. Annie M. Pierce).
Первая выставка Винтона состоялась в 1880 году. В 1891 году он был избран действительным членом Национальной академии дизайна, Нью-Йорк.
Умер 19 мая 1911 года от бронхиальной астмы в своем доме в Бостоне.

## Труды
Фредерик Винтон специализировался на написании портретов, хотя создал и несколько пейзажей. Его картины были оценены критиками как импрессионистские. Многие работы художника созданы под влиянием его европейских путешествий и знакомством с работами известных европейских исполнителей того времени.